# Henry Spencer
Henry Spencer (* 12. Juni 1990 bei Stourhead in Wiltshire) ist ein britischer Jazzmusiker (Trompete, Komposition), dessen spektakuläre Technik von der Kritik herausgestellt wird.

## Leben und Wirken
Spencer, der auf einer Farm, die auf Milchwirtschaft spezialisiert ist, aufwuchs, begann bereits in sehr jungen Jahren mit dem Klavierspiel; im Alter von zehn Jahren wechselte er zur Trompete. Im Jahr 2006 erhielt er ein DfES-Stipendium an der Wells Cathedral School. 2008 nahm er erfolgreich an einem Probespiel teil und gewann einen Platz im vierjährigen Bachelor-Jazzstudiengang an der Guildhall School of Music and Drama in London. Nach seinem Umzug nach London im selben Jahr studierte er erfolgreich und beteiligte sich an Meisterkursen mit Musikern wie Dave Liebman, John Scofield, Randy Brecker, Joshua Redman und Christian McBride. Außerdem wurde er von Nick Smart, Robbie Robson, Trevor Tomkins, Scott Stroman, Martin Hathaway, Carlos Lopez-Real, Malcolm Edmonstone, Noel Langley und Gerard Presencer unterrichtet.
Unabhängig von seiner Tätigkeit als Student am Konservatorium begann Spencer als freiberuflicher Jazzmusiker in einer Vielzahl von Ensembles und Projekten zu arbeiten. Er war Mitglied im National Youth Jazz Orchestra, arbeitete aber auch mit George Porter Jr (The Meters), Julian Joseph, Jason Rebello, Stan Sulzmann, Marvin Stamm, The Outlanders, Henry Lowther, Anthony Strong, The Zealots, Jon Desbruslais Quintet, Hot Air, Sibilla, Crowd Company, Monophonics, Ollie Howell, The London Salsa All Stars, der London City Big Band und dem London Jazz Orchestra.
Früh gründete Spencer ein eigenes Quintett, Henry Spencer & Juncture, mit dem er seine Kompositionen aufführte. Beim ersten öffentlichen Auftritt beim Marlborough Jazz Festival 2011 gewann er mit Juncture den Best Newcomer Award; weiterhin erhielt er 2014 den Emerging Excellence Award von Help Musicians UK. 2017 erschien sein Debütalbum Album The Reasons Don’t Change bei Whirlwind Recordings. Er ist auch auf dem gleichnamigen Album von Quadraceratops zu hören. 2023 erschien sein Album The Defector bei AMP Music & Records.